# 斯密約瑟譯本
《聖經》約瑟斯密譯本（英文：Joseph Smith Translation，縮寫：JST），也稱作《聖經》靈感本（英文：Inspired Version），是摩爾門教創始人約瑟·斯密指定翻譯內容的譯本。這個版本是以《聖經》英王詹姆士欽定本為底本，在其上直接以英文直接增添、修訂部份經文而成。它是摩爾門教中的神聖的經文，也是基督社區（先前稱作重組後的耶穌基督後期聖徒教會）的教會正典。約瑟斯密認為這個工作是他被呼召為先知的一部分。

## 內容
約瑟斯密認為這個工作是必要的因為他認為《聖經》並不都是正確的翻譯，並且大量地包含了抄寫者自己的解釋。(見約瑟斯密的所寫耶穌基督後期聖徒教會之信條第8條，裡面：『說我們信翻譯正確的聖經是神的話』)。然而約瑟斯密譯本並不是一個從任何古代文件翻譯的翻譯工作。雖然約瑟斯密本人的確有自1833年在美國俄亥俄州 Kirtland （嘉德蘭）時期開始學習希伯來文、希臘文和德文的紀錄，但是大多數的更動都在這之前發生。這個「翻譯」更像是以約瑟斯密自己意見的感動下的「重寫」和「復原」，將經文改寫為他認為該有的意義。整個改寫的工作從1830年開始，直到1844年約瑟斯密在預備將手稿出版前被謀殺而終止為止。大部分的更動發生在1830年到1833年, 而總共3410個《聖經》經文被更動。歷史學者們在討論約瑟斯密是否認為這個工作是否完成了上面仍然有爭論，因為約瑟斯密遲至1844年5月他死前的一個月仍然繼續更動內容。

## 翻譯過程
約瑟斯密的「翻譯」是個在他成立的摩爾門教會工作中不斷進行的一個工程。部份的文本（如創世紀的部份內容和四福音書）約瑟斯密是從頭到尾地指定內容，其中包括了一些地方直接使用未更動的英王詹姆士欽定本的譯文的地方。另外的文本則有些部份被更動了超過一次以上，有些則是一次修訂一節。手稿在被抄寫又重新抄寫，有些時候則是直接在抄寫的內容上編輯或貼上紙條。約瑟斯密使用一本包含次經的《聖經》（約瑟斯密沒有翻譯次經），並在直接在上面直接改寫。一些懷疑論者將這個前後不一致的翻譯過程視為約瑟斯密並非「翻譯」而是由「即興靈感地改編」，而後期聖徒則會說約瑟斯密的翻譯表現出一個逐漸發展清晰成形的受感的過程。
一件很有可能卻無法確定的事是，約瑟斯密接受「啟示顯現的內容」的過程和他之前所「翻譯」的《摩爾門經》和之後所「翻譯」的《無價珍珠》中的亞伯拉罕書是一致的。但是約瑟斯密在指定這兩本書的內容的過程從頭到尾十分的迅速，沒有什麼修改，並且聲稱它們是「翻譯」自古代的文件。約瑟斯密「翻譯」的過程當中可能使用了一顆先見寶石，或者是所謂的烏陵与土明。但根據大部分當事人的說法是，大部分的《聖經》翻譯的內容並沒有依靠任何物體媒介而且宣稱是從聖靈來的啟示。

## 翻譯的內容
大部分的修改都是將細節澄清和將語文現代化，這些細微修改和七十士譯本、死海卷軸, 拿戈瑪第經集和其他當時約瑟斯密無法獲得的文件符合。後期聖徒常使用這項事實來當作約瑟斯密受靈感動而翻譯的證明。另外一方面，懷疑論者則提出這個說法並不足以解釋為何一些像是摩西的預言的部份這麼長的更動卻沒有在任何已知的古代文件中出現，並提出約瑟斯密是從其他教會傳統和傳承中獲得讓他可以正確地猜測的資料的說法。一些摩爾門教的護教學者指出以諾和約瑟(雅各的十二個兒子之一)的預言與卡巴拉、共濟會和埃及的靈知派傳統來作為約瑟斯密是受感動翻譯的證明，但也不否認約瑟斯密也是共濟會員，知道共濟會傳統。
許多約瑟斯密對《聖經》的修改導致了摩爾門信仰中教義的重要發展。在指定翻譯的過程當中當他來到難解的《聖經》疑難的時候，約瑟斯密常常指定關於他自己，關於他的同僚或者是關於教會的啟示。在《教義和聖約》中大約有半數是和這個翻譯過程有關。包括關於次經的背景（《教義和聖約》第91章，耶穌基督後期聖徒教會現行版本，後同）、三層國度（第76章）、永恆婚姻和多重婚姻（第132章）、數個關於聖職權柄的啟示(第84章、第88章和第107章)和其他的啟示。另外許多相關的工作如《信心的講道》和《無價珍珠》，被一些後期聖徒信仰的宗派視為教會正典，也是這個約瑟斯密指定翻譯《聖經》內容過程的結果。
對於約瑟斯密的一些修改，評論者認為這些改變只是要支持後期聖徒的神學觀而並非如宣稱的是要「復原」原來福音的意義。舉例來說，約瑟斯密其中一項修改包括了一項指著約瑟斯密他自己的預言。

## 出版和使用
基督社區（先前稱為重組後的耶穌基督後期聖徒教會）出版了約瑟斯密譯本為稱為《聖經》靈感本. 
約瑟斯密在出版這譯本前被殺。使得一些早期的後期聖徒領袖因著他不斷地更動內容而相信他還沒有完成這個譯本。有一些證據顯示約瑟斯密的妻子斯密愛瑪和其他人在約瑟斯密死後移除了指定關於多重婚姻的部份來保護他的名聲。（不同於耶穌基督後期聖徒教會在19世紀後葉公開支持多妻制度，基督社區極力否認約瑟斯密有多妻行為）。這可能是由數個基督社區領袖在1860年代於1867年首次出版這個譯本之前做的。
大部分的學者認為基督社區出版的靈感本現今版本忠實地表現出原來的手稿，但是它沒有包括約瑟斯密在比較晚期的更動。比較晚期的靈感本另外包含了一些可能原來故意被拿掉的段落。近期的版本（介於在1920年到1967年之間出版）很明顯的仔細保存約瑟斯密大部分的更動，即使是在原來的手稿中有些段落有數個「互相矛盾的翻譯」（也就是說對同一段落的前後數個編輯並意思上彼此不同，表現出寫者的原意、寫下來的文字和現代含義的表達之間的矛盾）。有些部分可以以一些經文能用不同方法來正確地表達解釋。許多研究手稿的學者同意近期的靈感本版本並沒有特意朝哪一個神學方向推動，但是早期出版的靈感本使用較早期（1842年以前）的手稿。
或許是因為基督社區擁有這個譯本的原始版權而造成的不確定性，耶穌基督後期聖徒教會並不將整本譯本列為其教會正典之列。但是其中創世紀第1章第1節到第6章第13節和馬太福音第23章39節到第24章51節被列在教會正典的《無價珍珠》中的摩西書和聖經譯文摘錄中。
耶穌基督後期聖徒教會接受許多約瑟斯密的更動並且視之為教義上面重要的內容。這些重要更動中將近1000處被包含在現在耶穌基督後期聖徒教會的英王詹姆士欽定本《聖經》的摘要當中。 
一本名為《Joseph Smith's New Translation of the Bible: Original Manuscripts（約瑟斯密的新聖經譯本：原始手稿）》最近被出版，集錄了將近十年來從耶穌基督後期聖徒教會和基督社區雙方集合的學者的研究。它列出所有已知的更動、所有在頁邊上的註解和記號、以及顯出原來貼在手稿和翻譯用的《聖經》上面的紙條。

## 外部連結
- 基督社區的《聖經》靈感本全文（英文） （页面存档备份，存于）
- 在耶穌基督後期聖徒教會的《聖經》裡從約瑟斯密譯本來的註腳的摘要（英文）
- 在耶穌基督後期聖徒教會的經文指引裡面關於約瑟斯密譯本的部分（英文）－耶穌基督後期聖徒教會官方網站